# Peter Feddersen Stuhr
Peter Feddersen Stuhr (* 28. Mai 1787 in Flensburg im Herzogtum Schleswig; † 13. März 1851 in Berlin) war ein deutscher Hochschullehrer und Historiker; er veröffentlichte auch unter dem Pseudonym Feodor Eggo.

## Leben
Über das Elternhaus von Peter Feddersen Stuhr sowie über seine Jugend- und Schulzeit ist nichts weiter bekannt.
Er studierte Rechtswissenschaften und Philosophie an der Universität Kiel, der Universität Heidelberg, sowie der Universität Göttingen und der Universität Halle. Er promovierte zum Doktor der Philosophie.

Von seinen Hochschullehrern prägte ihn besonders Henrich Steffens, der ihn für die Befreiung des deutschen Vaterlandes begeisterte, während sein dänischer Landesherr Friedrich VI. ein Bündnis mit den Franzosen eingegangen war. Peter Feddersen Stuhr unterbrach seine Studien und beteiligte sich als Ulan in der hanseatischen Legion an den Feldzügen von 1813 und 1814. Nach dem ersten Pariser Frieden nahm er seinen Abschied als Stabsrittmeister. Auch nach der Rückkehr Napoleons von Elba nach Frankreich, meldete er sich erneut freiwillig und kämpfte als Premierlieutenant in der preußischen Landwehr. Nach dem zweiten Pariser Frieden war er noch eine Zeitlang Sekretär bei der Militärstudienkommission in Berlin. 1821 habilitierte er sich an der Universität Berlin und wurde 1826 zum außerordentlichen Professor der philosophischen Fakultät ernannt und lehrte hauptsächlich Geschichte, später erfolgte dann Ernennung zum ordentlichen Professor. 

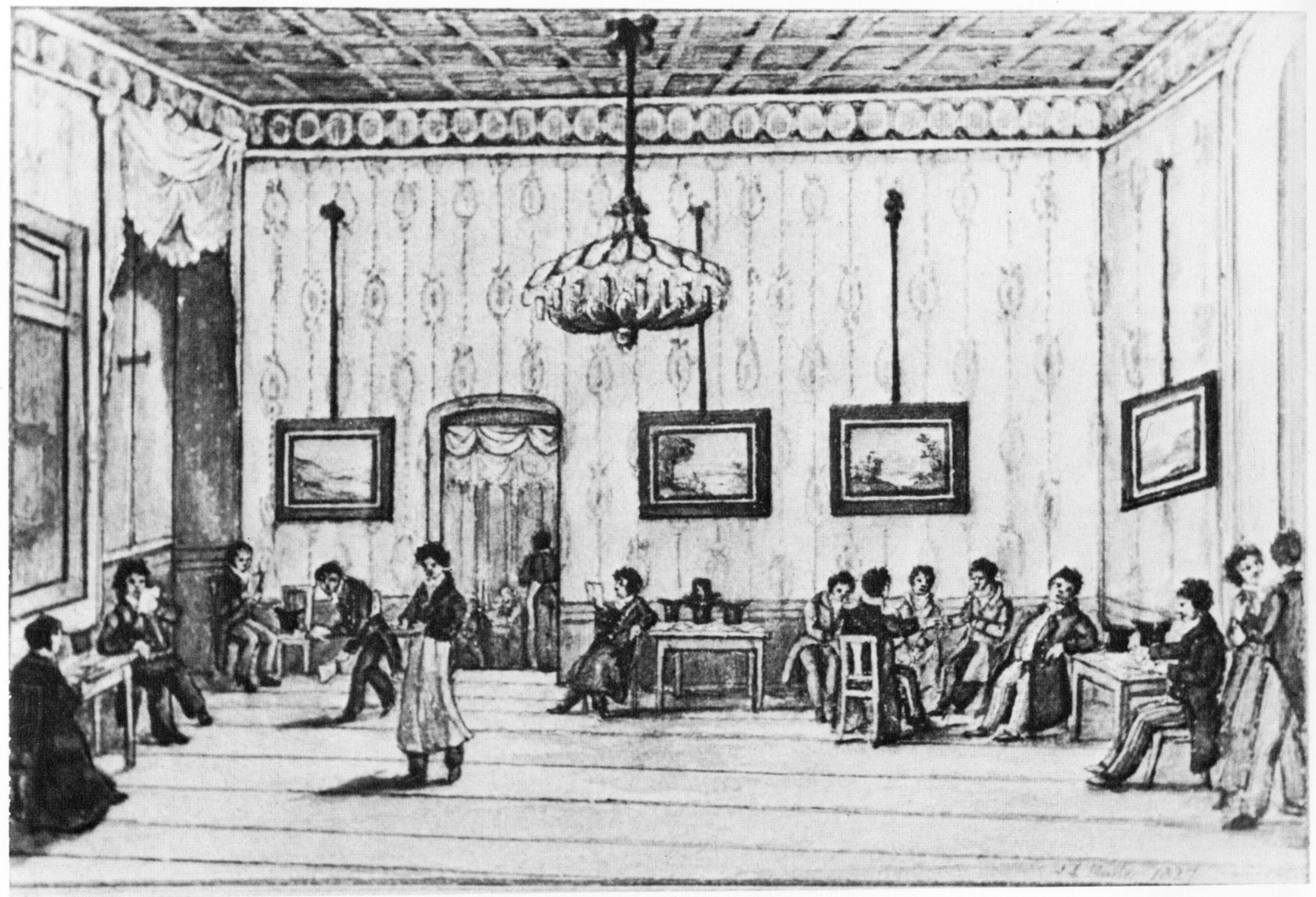
Café Stehely am Gendarmenmarkt in Berlin, Aquarell von Leopold Ludwig Müller 1827

Nach seinen Vorlesungen begab er sich nach seinem Mittagsmahl in die Konditorei von Stehély, trank dort seinen Kaffee und las politische Zeitungen. Anschließend kehrte er in seine Wohnung Unter den Linden zurück. Zu Hause frönte er seiner einzigen Leidenschaft, dem Tabakschnupfen; hierzu hatte er beständig vier bis fünf Dosen mit verschiedenen Sorten, von denen er abwechselnd seine Prisen nahm. Dies führte dazu, dass alle seine Bücher derart mit dem Schnupftabak imprägniert waren, dass ein Leser beständig niesen musste, wenn er sie gebrauchte.
Er beschäftigte sich mit der Geschichte und den Religionen aller Völker und Zeiten, jedoch besonders intensiv mit der deutschen Geschichte, der nordischen Mythologie und der Philosophie der Mythologie.
Stuhr blieb zeitlebens unverheiratet. Er war als junger Privatdozent in die Prinzessin Alexandrine von Preußen verliebt, Tochter des Königs Friedrich Wilhelm III., verliebt und folgte ihr in einiger Entfernung, wenn sie sich öffentlich zeigte; weil er hierbei nicht die Grenzen der Harmlosigkeit überschritt, ließ man ihn gewähren, zumal ihm der regierende König gewogen war und ihm dieses Verhalten nicht übel nahm. Peter Feddersen Stuhr besaß auch eine goldene Schnupftabakdose, die ihm der König Friedrich Wilhelm III. schenkte, und die mit verschiedenen symbolischen Figuren graviert war, die sich auf das romantische Verhältnis bezogen.
Obwohl er seit längerer Zeit kränklich gewesen war, kam der Tod von Peter Feddersen Stuhr doch unerwartet. Er starb am 13. März 1851 im Alter von 63 Jahren in Berlin nach einem Schlaganfall. Da mit Karl Lachmann am gleichen Tag noch ein weiterer Professor der Berliner Universität verschied, erhielten beide wiederholt gemeinsame Nachrufe in den Zeitungen. Die Trauerfeier für Stuhr fand am 16. März statt; die Gedächtnisrede hielt Karl Wilhelm Nitzsch. Anschließend erfolgte die Beisetzung auf dem Dreifaltigkeitsfriedhof I vor dem Halleschen Tor. Das Grab ist nicht erhalten.

## Schriften (Auswahl)
- Die Staaten des Alterthums und der christlichen Zeit. Heidelberg, 1811
- Der Untergang der Naturstaaten: Dargestellt in Briefen über Niebuhr’s Römische Geschichte. Berlin 1812.
- Von dem Glauben, dem Wissen und der Dichtung der alten Skandinavier. Kopenhagen 1815.
- Abhandlungen über nordische Alterthümer. Berlin 1817.
- Brandenburgisch-preußische Kriegsverfassung zur Zeit Friedrich Wilhelm’s des Großen, Churfürsten von Brandenburg. Berlin 1819.
- Deutschland und der Gottesfriede: Sendschreiben an J. Görres gegen seine letzte Schrift mit Auszügen aus derselben. Berlin 1820.
- Das Verhältniß der Ostsee und des Rheins zu einander, wie es in der Natur gegründet ist, und in der Geschichte seit Jahrhunderten sich bewährt hat: dargestellt in zwei auf der hohen Schule zu Berlin gehaltenen Vorlesungen. Berlin 1820
- Untersuchungen über die Sternkunde unter den Chinesen und Indiern und über den Einfluß der Griechen auf den Gang ihrer Ausbildung. Berlin 1831.
- Die drei letzten Feldzüge gegen Napoleon, Band 1. Lemgo 1832.
- Die chinesische Reichsreligion und die Systeme der indischen Philosophie in ihrem Verhältnisses zur Offenbarungslehre. Berlin 1835.
- Der siebenjährige Krieg in seinen geschichtlichen, politischen und militärischen Beziehungen. Lemgo 1836.
- Die Religions-Systeme der heidnischen Völker des Orients. Berlin 1836.
- Allgemeine Geschichte der Religionsformen der heidnischen Volker. Berlin 1836.
- Die Geschichte der See- und Colonialmacht des Großen Kurfürsten Friedrich Wilhelm von Brandenburg in der Ostsee, auf der Küste von Guinea und auf den Inseln Arguin und St. Thomas aus archivalischen Quellen dargestellt. Berlin 1839.
- Friedrich Wilhelm Joseph von Schelling, Peter Feddersen Stuhr, Karl Rosenkranz: Religionsgeschichtliche Ansicht; nach Briefen aus München. Berlin 1841.
- Das Verhältniß der christlichen Theologie zur Philosophie und Mythologie. Berlin 1842.
- Forschungen und Erläuterungen über Hauptpunkte der Geschichte des Siebenjährigen Krieges, Band 1. Hamburg 1842.
- Forschungen und Erläuterungen über Hauptpunkte der Geschichte des Siebenjährigen Krieges, Band 2. Hamburg 1842.
- Die preussische Verfassungsfrage. Berlin 1847.
- Die Phantasien des Herrn Gervinus und seiner Freunde über die Geschichte und Verfassung Preußens beleuchtet. Berlin 1847.
- Vom Staatsleben nach platonischen, aristotelischen und christlichen Grundsätzen. Teil 1. Berlin 1850.

Er schrieb auch noch einige Aufsätze im Neuestes Conversationslexikon für alle Stände, in denen er die Geschichte der Könige von Preußen (Friedrich I., Friedrich Wilhelm I., Friedrich Wilhelm II. und Friedrich Wilhelm III.) behandelte. Weitere Abhandlungen veröffentlichte er unter anderem in der Zeitschrift für Philosophie und speculative Theologie, in der Zeitschrift für Kunst, Wissenschaft und Geschichte des Krieges, in den Hallischen Jahrbüchern, Deutschen Jahrbüchern für Wissenschaft und Kunst und den Berliner Jahrbüchern für wissenschaftliche Kritik.
In der Zeitschrift für Geschichtswissenschaft (ab 1846 Allgemeine Zeitschrift für Geschichte) veröffentlichte er:
- Ueber einige Hauptfragen des nordischen Alterthums. Band I (1844). S. 237–282.
- Wikingszüge. Fahrten nach dem Osten. Band III (1845), S. 354–382.
- Macphersons Ossian. Band V. (1846). S. 172–179.
- Die Bedeutung der finnischen Götternamen Jumala und Ukko. Band VI: (1846). S. 269–285.